# Russische Spionage in Deutschland
Schon während des Kalten Kriegs war das geteilte Deutschland ein Zentrum der Aktivitäten des sowjetischen Geheimdienstes KGB gewesen. Dieser arbeitete eng mit dem Ministerium für Staatssicherheit der DDR zusammen und hatte ein riesiges Zentrum in der Festungspionierschule in Berlin-Karlshorst, das KGB-Aktivitäten in ganz Europa steuerte und koordinierte. Auch nach der deutschen Wiedervereinigung blieben aktive Netzwerke des russischen Geheimdienstes in der Bundesrepublik Deutschland erhalten. Russische Spionage in Deutschland ist seit dem Beginn der Verschlechterung der Beziehungen zwischen den NATO-Staaten und der Russischen Föderation im Rahmen des Russisch-Ukrainischen Krieges seit 2014 wieder angestiegen und es wurden vermehrt Fälle russischer Spionage öffentlich bekannt. Nach dem russischen Angriffskrieg auf die Ukraine ab 2022 sollen die Spionageaktivitäten im Westen das Niveau des Kalten Krieges erreicht oder sogar übertroffen haben. Zu den Methoden russischer Dienste in Deutschland zählen laut dem Bundesamt für Verfassungsschutz Cyberangriffe, Sabotage, Desinformationskampagnen, Einflussoperationen und verdeckt ausgeführte Operationen. Zu den hauptsächlichen Zielen russischer Spionage zählt die digitale und militärische sowie weitere kritische Infrastruktur, aber auch Politik, Wirtschaft, Gesellschaft und Wissenschaft.

## Geschichte

### Zweiter Weltkrieg
Mit dem deutschen Angriff auf die Sowjetunion am 22. Juni 1941 wurden die Sowjetunion und NS-Deutschland zu Kriegsgegnern. Der wohl bedeutendste sowjetische Spion in Deutschland war Richard Sorge. Seine genauen Informationen über die deutschen Angriffspläne mitsamt dem korrekten Datum für den Angriff Hitlers wurden aber von Josef Stalin nicht ernst genommen und ignoriert. Im September 1941 übermittelte er die Information, dass Japan trotz des Dreimächtepakts mit dem NS-Staat keinen Angriff auf die Sowjetunion beabsichtigte, was den Sowjets erlaubte, ihre Kräfte auf den Westen zu konzentrieren. Unter seiner Tarnidentität als deutscher Journalist in Japan wurde er bald darauf von den japanischen Sicherheitsdiensten enttarnt und im November 1944 hingerichtet.
Die Widerstandskämpfer der Roten Kapelle wurden von der Gestapo als von der Sowjetunion gesteuert angesehen, waren aber tatsächlich eher eine lose und dezentralisierte Gruppe. Als wesentlicher Teil des Roten Orchesters waren die Roten Drei (Funkstellen) außerhalb der Reichweite der deutschen Sicherheitskräfte in der Schweiz angesiedelt und übermittelten Nachrichten an den sowjetischen Militärnachrichtendienst. Ihr Leiter war Alexander Radó, ein ungarischer Emigrant, Kommunist und Geograph. Die Rote Drei wurde 1936 gegründet, als Radó in Genf eintraf. Im April 1942 war die Organisation mit Radó als Gruppenleiter etabliert und hatte auch drei Untergruppenleiter: Rachel Dübendorfer, Georges Blun und Otto Pünter. Nach der Verhaftung von Leopold Trepper durch die Gestapo im Jahr 1942 wurde Radós Gruppe zum effektivsten Teil des Spionagenetzes der Roten Kapelle. Sie sammelte nützliche Informationen in der Schweiz und hatte einige Kontakte in Deutschland. Am wichtigsten war vermutlich, dass Radó auch mit dem Spionagering Lucy in Verbindung stand, der über sehr wertvolle Kontakte innerhalb Deutschlands verfügte und mit dem britischen Geheimdienst verbunden war.

### Kalter Krieg
Nach der Kapitulation der Wehrmacht führte der sowjetische NKWD in Stalins Auftrag unter Geheimdienstchef Lawrenti Beria Säuberungen in der sowjetischen Besatzungszone durch. Über 154.000 Menschen wurden verhaftet und in 10 Speziallagern inhaftiert, darunter im Speziallager Sachsenhausen, dem ehemaligen KZ Sachsenhausen aus der NS-Zeit. Neben NS-Tätern wurden auch viele Unschuldige inhaftiert. Knapp ein Drittel der Insassen starb an den schlechten Lebensbedingungen, bevor die Speziallager 1950 schließlich aufgelöst wurden.
Nach dem erfolgreichen Manhattan-Projekt der Amerikaner beauftragte Stalin den Bau einer sowjetischen Atombombe. Das Erzgebirge wurde abgeriegelt und dem sowjetischen Geheimdienst unterstellt. Hier fanden die Sowjets unter strengster Geheimhaltung 1946 Uran. Die Uranförderung von Wismut war für die nächsten 40 Jahre von höchster Bedeutung für die sowjetische Nuklearindustrie. Bei der Entdeckung der Vorkommen starben zahlreiche Bergleute durch Strahlung oder bei Unfällen.
Mit dem beginnenden Kalten Krieg wurde das geteilte Berlin zu einer Hochburg der Spionage („Hauptstadt der Spionage“) und zahlreiche Agenten der Sowjets wurden hier tätig. Der aus dem NKWD hervorgegangene KGB residierte ab 1953 in einem riesigen abgesperrten Komplex in der Festungspionierschule in Berlin-Karlshorst. Dieser wurde später zur größten Außenstelle des KGB im Ausland ausgebaut. Der sowjetische Geheimdienst koordinierte von hier aus Aktionen sowjetischer Agenten, darunter auch Mordanschläge in Westdeutschland. Am 12. Oktober 1957 wurde der ukrainische Nationalist Lew Rebet in München vom KGB ermordet. Einem ähnlichen Anschlag in der gleichen Stadt fiel zwei Jahre später auch Stepan Bandera zum Opfer.
In den 1950er Jahren errichtete der sowjetische Geheimdienst das Ministerium für Staatssicherheit (Stasi) der DDR, das nach dem Aufstand vom 17. Juni 1953 deutlich ausgebaut wurde. Die enge Unterordnung wurde 1957 gelockert, als die Sowjets die DDR als eigenständigen Staat etablieren wollten. Die Verbindung beider Dienste blieb allerdings eng. Gleichzeitig überwachte der KGB die Ereignisse in Berlin sehr genau und spionierte auch gegen die DDR-Führung unter Umgehung der Stasi, um jeglicher Abweichung von der von den Sowjets vorgegeben politischen Linie zuvorzukommen.
Im Jahre 1961 wurde der BND-Mitarbeiter Heinz Felfe als KGB-Spion enttarnt. Der ehemalige SS-Obersturmführer Felfe hatte im Alleingang die Identität von mindestens 100 Agenten der Central Intelligence Agency hinter dem Eisernen Vorhang aufgedeckt und ihre Identität an die Sowjets weitergegeben. Er wurde 1969 gegen 21 in der Sowjetunion festgehaltene westliche Bürger eingetauscht. Der KGB soll in der Nachkriegszeit Dutzende ehemalige Nazis im BRD-Staatsdienst rekrutiert haben, auch da diese oft antiamerikanische Einstellungen hatten oder erpressbar waren.
Am 22. Oktober 1967 gelang dem KGB dank der Hilfe seiner Agenten Manfred Ramminger, Josef Linowski und Wolf-Diethard Knoppe der Diebstahl einer gefechtsbereiten Luft-Luft-Rakete vom Typ Sidewinder aus amerikanischer Produktion von dem Fliegerhorst Neuburg. Ramminger zerlegte die Rakete und schickte sie in Einzelteilen nach Moskau. Er wurde Ende 1968 verhaftet und zu einer dreijährigen Haftstrafe verurteilt.
Egon Bahr, der Berater von Willy Brandt, traf sich ab 1969 zehn Jahre lang konspirativ mit zwei KGB-Agenten und etablierte einen Kommunikationskanal mit Moskau, welche die Annäherung der Brandt-Regierung an den Ostblock begünstigte. Der KGB war auch in Bahrs Wohnung eingebrochen und hatte diese verwanzt. Willy Brandts Regierung stürzte später durch die Guillaume-Affäre.
Ein neues Partnerschaftsabkommen zwischen der Stasi und dem KGB wurde am 6. Dezember 1973 zwischen Erich Mielke und Juri Andropow vereinbart. Als konkrete Ziele wurden genannt: die Bekämpfung der „ideologischen Subversion“, die „Aufdeckung und Vereitelung der feindlichen Pläne“ und die Aufdeckung der „unmittelbaren Vorbereitungen des Feindes für einen militärischen Angriff“. Beide Dienste vereinbarten eine enge technische Zusammenarbeit sowie gemeinsame „Leitlinien“. Beide Seiten vereinbarten zudem, sich gegenseitig bei der Einschleusung von Agenten in „wichtige feindliche Ziele“ und bei der Durchführung von „aktiven Maßnahmen“ zu unterstützen. Von besonderem gegenseitigen Interesse war die Spionage gegen die Bundesrepublik Deutschland und West-Berlin.
Wie viele Geheimdienste benutzte auch der KGB sogenannte „Honigfallen“, wobei neue Agenten mit sexuellen Gefälligkeiten rekrutiert wurden. So wurde ein Kapitänleutnant der Bundeswehr namens Erhard Müller von einer sowjetischen Agentin verführt und gab militärische Geheimnisse preis. Er heiratete sie und wurde 1978 in die DDR gelockt, wo er Propagandaauftritte im Fernsehen der DDR hatte. Auf ähnliche Art versuchte der KGB über männliche Agenten (Romeo-Falle) Sekretärinnen in Bonner Ministerien durch Vorspielen von Liebesbeziehungen zu rekrutieren. Im Bundeskanzleramt hatte der sowjetische Geheimdienst bis zu vier Sekretärinnen gleichzeitig rekrutiert, welche Dokumente an die DDR und die Sowjets weitergaben.
Ab 1985 war der spätere russische Staatschef Wladimir Putin als Agent des KGB in Dresden tätig. Mit den anhaltenden wirtschaftlichen Problemen des Ostblocks interessierte sich der KGB zunehmend für westliche Technologie und Wirtschaftsspionage, wobei Dresden als ein Zentrum für den Technologietransfer zwischen West und Ost fungierte. Putins Tätigkeit in der DDR umfasste Personalgewinnung, Ausbildung in Funkkommunikation, die Überwachung von Besuchergruppen des in Dresden ansässigen Kombinats Robotron, sowie die Unterstützung sogenannter Illegaler. Die britische Journalistin Catherine Belton brachte Putins Tätigkeit mit der sowjetischen Unterstützung der westdeutschen Terrorgruppe RAF in Verbindung. Auch mit dem Mord an Alfred Herrhausen wurde seine Tätigkeit gerüchteweise in Verbindung gebracht.
Eine letzte Operation des KGB, die Operation Lutsch (russisch für Strahl) unter Anatoli Nowikow, sollte die DDR-Reformbewegung unterwandern, wurde jedoch mit der unmittelbar bevorstehenden Wende beendet. Der KGB musste sich mit der deutschen Wiedervereinigung schließlich zurückziehen und seinen Standort in Berlin-Karlshorst räumen. Um 1990 gab es laut Oleg Gordijewski noch zwischen 500 und 700 KGB-Agenten in Deutschland, die vorwiegend im Raum Köln/Bonn, Berlin und Hamburg tätig waren.

### Nach der deutschen Wiedervereinigung
Mit dem Zerfall der Sowjetunion wurde der KGB aufgelöst und in verschiedene Nachfolgedienste in der Russischen Föderation aufgespalten, darunter den Inlandsgeheimdienst FSB, den Militärgeheimdienst GRU und den Auslandsgeheimdienst SWR. Die letzten russischen Truppen zogen sich 1994 aus Ostdeutschland zurück. Während der Russlandkrise in den 1990er Jahren bestanden nur wenige Ressourcen für russische Auslandsspionage, und die politischen Beziehungen zu Deutschland waren relativ gut. Schließlich wurde  Putin im August 1999 von Boris Jelzin zum Ministerpräsidenten ernannt und bald darauf zum Präsidenten gewählt, woraufhin er die Macht in Moskau konsolidierte und zentralisierte. Russland wurde in der Folgezeit stark von ehemaligen KGB-Mitarbeitern und Geheimdienstlern geprägt, den Silowiki. Anfangs unterhielt Putin gute Kontakte zum Westen, nach dem Kaukasuskrieg 2008 begann allerdings eine neue Konfrontation mit den westlichen Staaten, welche auch die deutsch-russischen Beziehungen negativ beeinflusste. Nach dem Ende des Kalten Krieges wurden in Deutschland die Kapazitäten zur Spionageabwehr deutlich abgebaut, durch Unterfinanzierung der relevanten Dienste und Personalabbau.
Im Januar 2013 begann ein Prozess gegen ein Ehepaar aus einer Kleinstadt in Hessen. Beide Ehepartner hatten sich als Einwanderer aus Peru getarnt und als Undercover-Agenten über zwei Jahrzehnte für Russland Spionage betrieben. So hatten sie über eine Spionagesoftware militärische und politische Informationen nach Russland übermittelt. Beide wurden nach ihrer Verhaftung durch die GSG 9 zu mehrjährigen Haftstrafen verurteilt und siedelten danach nach Russland über.
Am 23. August 2019 kam es in Berlin zum Mord an Selimchan Changoschwili, einem tschetschenischen Separatisten, der in Russland als Terrorist gesucht wurde. Der Täter war der russische Geheimdienstmitarbeiter Wadim Krassikow, der im Dezember 2021 zu einer lebenslangen Haftstrafe verurteilt wurde. Die Mord soll im Auftrag des russischen Staates durchgeführt worden sein, unter Beteiligung lokaler Agenten bei der Planung.
Das deutsche börsennotierte Unternehmen Wirecard ging im Juni 2020 bankrott, nachdem Bilanzbetrug in Milliardenhöhe bei dem Unternehmen festgestellt wurde. Der Wirecard-Vorstandsvorsitzende Jan Marsalek entzog sich den Strafverfolgungsbehörden und flüchtete nach Russland. Später wurde bekannt, dass Marsalek jahrelang für Russland spioniert und sicherheitsrelevante Kryptotechnik an Russland weitergegeben hatte. Er soll auch russische Geheimdienstoperationen finanziert und Kontakte zur Gruppe Wagner unterhalten haben. In Russland soll Marsalek mit der Hilfe des russischen Geheimdienstes eine neue Identität als orthodoxer Priester erhalten haben.
Der russische Angriff auf die Ukraine begann im Februar 2022 und führte zu einer Eiszeit in den deutsch-russischen Beziehungen. Die russische Regierung bemüht sich seither vermehrt, an militärische und politische Geheimnisse der BRD heranzukommen, mit einem besonderen Fokus auf Geheimnisse mit Bezug zum Ukraine-Krieg, da Deutschland eine wichtige Rolle als Waffenlieferant der Ukraine spielt. Verfassungsschutzchef Thomas Haldenwang verkündete 2022, dass die russische Spionage das „Niveau wie zu Zeiten des Kalten Krieges“ erreicht hätte. Die NZZ beschrieb die deutschen Dienste als „kaum abwehrbereit“. Aufgrund der unzureichenden Spionageabwehr wurde Deutschland als „Paradies für russische Spione“ bezeichnet und die Befürchtung geäußert, dass ausländische Dienste wichtige Geheiminformationen deshalb nicht mehr mit der BRD teilen wollen.
Im Dezember 2022 wurde der mutmaßliche Landesverräter Carsten L. verhaftet. Der ehemalige BND-Mitarbeiter soll gegen eine Geldsumme von 450.000 Euro Dokumente aus der BND-Zentrale in Pullach an den FSB weitergegeben haben. Die Staatsanwaltschaft warf ihm einen besonders schweren Fall von Landesverrat vor. Carsten L. wurde wenige Wochen vor seiner geplanten Beförderung in die Gegenspionageabteilung des BND verhaftet. Durch die preisgegebenen Informationen erfuhren die Russen detailliert wie deutsche Dienste russische elektronische Kommunikation infiltrierten.
Ein großer Teil des russischen diplomatischen Personals in Deutschland soll laut Berichten zur Spionage eingesetzt werden. Im März 2023 wurden Dutzende russische Diplomaten aus Deutschland ausgewiesen, mit der Begründung, hier Spionage betrieben zu haben. Im Gegenzug verwies auch Russland deutsche Diplomaten des Landes. Nach dem Verlust eines großen Teils seines Spionagenetzwerks schickte Russland verstärkt Agenten mit gefälschter Identität („Illegale“) ins Land und versuchte unter Deutschrussen zu rekrutieren.
2023 leitete ein beim Bundesamt für Ausrüstung, Informationstechnik und Nutzung der Bundeswehr beschäftigter Mitarbeiter der Bundeswehr geheime militärische Informationen an Russland weiter. Laut eigener Aussage wollte er die Russen in ihrem Krieg mit der Ukraine begünstigen, um einen möglichen Einsatz von Atomwaffen zu verhindern. Er wandte sich im Mai 2023 selbst an russische Stellen und bot seine Dienste an. Er wurde im Mai 2024 zu dreieinhalb Jahren Haft verurteilt.
Im Februar 2024 kam es zum Taurus-Abhörfall. Dabei veröffentlichten staatliche russische Medien eine knapp 30-minütige Diskussion, in der sich ranghohe Offiziere der Luftwaffe unter Benutzung eines internen Kommunikationssystems der Bundeswehr über eine mögliche Lieferung deutscher Taurus-Marschflugkörper an die Ukraine austauschten. Die Diskussion wurde abgehört und am 1. März 2024 von Margarita Simonjan, Chefredakteurin der Mediengruppe „Russland heute“, veröffentlicht. Bundeskanzler Olaf Scholz kündigte „zügige“ Aufklärung des „ernsten Vorfalls“ an.
Im April 2024 wurden zwei russlanddeutsche mutmaßliche Spione in Bayreuth verhaftet. Die beiden sollen Sabotageanschläge auf militärisch genutzte Infrastruktur, Rüstungsbetriebe und Industriestandorte zur Behinderung der deutschen Ukrainehilfe geplant und US-amerikanische Stützpunkte in Deutschland ausgespäht haben. Insgesamt wurden im April sechs mutmaßliche russische Spione festgenommen, wobei Innenministerin Nancy Faeser ankündigte, die „Spionageabwehr massiv zu verstärkten“.
Während der Europawahl 2024 wurde dem AfD-Spitzenkandidaten Maximilian Krah im Mai 2024 eine Nähe zu prorussischen Oligarchen und Geheimdienstkreisen vorgeworfen. So soll dieser einem mutmaßlichen russischen Spion Zugang zum Europaparlament verschafft haben, wobei Krah einem seiner früheren Mitarbeiter die Schuld daran gab.

## Hackerangriffe
Ein großangelegter Hackerangriff auf den Deutschen Bundestag von Anfang 2015 wurde mutmaßlich der Sofacy Group des russischen GRU zugeordnet.
Im März 2024 wurde über ab Februar 2024 erfolgte Cyberangriffe der Gruppe Cozy Bear auf deutsche Parteien berichtet. Nachdem deutsche Sicherheitsbehörden einen im Januar 2023 erfolgten Hackerangriff auf die SPD-Parteizentrale dem russischen Militärgeheimdienstes GRU zugeordnet hatten, bestellte das Auswärtige Amt im Mai 2024 einen russischen Botschaftsvertreter ein.